# FA Women’s National League
Die  FA Women’s National League ist eine Fußballliga, die von dem englischen Fußballverband The Football Association organisiert wird. Sie stellt die dritt- und vierthöchste Ligastufe im englischen Frauenfußball dar. Bis zur Gründung der FA Women’s Super League 2011 waren dies die höchste und zweithöchste Ligastufe gewesen.
Die Liga gliedert sich in eine Northern Division und eine Southern Division, die auf der dritten Ligastufe stehen. Darunter, also auf der vierten Stufe der Ligenpyramide, befinden sich vier regionale Division 1 Ligen.

## Geschichte
Die Liga wurde 1992 gegründet. Bis 2011 bestand sie aus insgesamt 7 Ligen, die sich auf 3 Ligastufen verteilten. Die oberste Liga, die bis 2011 auch gleichzeitig die höchste Fußballliga im englischen Frauenfußball war, war die National Division. Darunter waren die Northern und Southern Divisions als zweite Liga angesiedelt. Die Erstplatzierten in diesen Ligen stiegen am Ende der Saison automatisch in die National Division auf. Darunter wiederum existierten 4 regionale Ligen.
2011 wurde die FA Women’s Super League gegründet. Damit wurde die Women’s Premier League auf die Ligastufe 2 und 3 verschoben und die National Division aufgelöst. 2014 wurde unterhalb der WSL eine zweite Division angesiedelt. Aus diesem Grund wanderten die Premier League Ligen North und South auf Stufe 3 der Ligapyramide. Die regionalen Ligen werden als vierte Stufe angesehen. Es existiert kein Auf- und Absteigersystem zwischen der FA WSL und der FA WPL. Innerhalb dieser Ligensysteme gibt es dies aber wiederum. In den Saisons 2016 und 2017 wird es je einen zweiten Aufsteiger von der WSL2 in die WSL1 geben, um die Anzahl der Mannschaften in der höchsten Spielklasse von acht auf zehn zu erhöhen. Dadurch ergeben sich für Mannschaften der WPL zwei Möglichkeiten, in die WSL2 aufzusteigen, um deren Mannschaftsstärke zu erhalten. Dazu müssen neben sportlichen auch administrative und finanzielle Voraussetzungen vorhanden sein.
Zur Saison 2018/19 wurde die Liga in Women’s National League umbenannt.

## Aufbau der Liga

### Northern Division
Die Northern Division besteht aus 12 Mannschaften. In diese Division können Mannschaften aus der Northern und Midland Combination Women’s Football League auf- und absteigen.
Mannschaften 2022/23:
- Boldmere St. Michaels Women FC
- Brighthouse Town AFC Women
- Burnley FC Women
- Derby County FC Women
- AFC Fylde
- Huddersfield Town LFC
- Liverpool Feds WFC
- Loughborough Lightning
- Nottingham Forest LFC
- Sporting Club Albion LFC
- Stoke City LFC
- Wolverhampton Wanderers WFC

### Southern Division
Die Southern Division besteht aus 12 Mannschaften. In diese Division können Mannschaften aus der South West und South East Combination Women’s Football League auf- und absteigen.
Mannschaften 2022/23:
- Billericay Town FCW
- Bridgewater United WFC
- Cheltenham Town LFC
- Crawley Wasps FC
- Gillingham LFC
- Ipswich Town FCW
- London Bees
- Milton Keynes Dons FCW
- Oxford United WFC
- Plymouth Argyle LFC
- Portsmouth LFC
- Watford FCW

### Division One Ligen
- Northern Division One
- Midland Division One
- Southern East Division One
- Southern West Division One

## Status der Vereine
Während es im übrigen Europa viele reine Frauenfußball-Vereine gibt, sind in England die meisten Frauenfußball-Mannschaften Teil oder unterhalten Partnerschaften mit den aus dem Männerfußball bekannten Vereinen. In der Regel weicht der Name nur durch den Zusatz eines „L“ (für „Ladies“, z. B. Arsenal LFC) oder „W“ („women“) vom Namen des Stammvereins ab.

## Bisherige Meister

### National Division
- 1991/92: Doncaster Belles
- 1992/93: Arsenal LFC
- 1993/94: Doncaster Belles
- 1994/95: Arsenal LFC
- 1995/96: Croydon LFC
- 1996/97: Arsenal LFC
- 1997/98: Everton LFC
- 1998/99: Croydon LFC
- 1999/00: Croydon LFC
- 2000/01: Arsenal LFC
- 2001/02: Arsenal LFC
- 2002/03: Fulham LFC
- 2003/04: Arsenal LFC
- 2004/05: Arsenal LFC
- 2005/06: Arsenal LFC
- 2006/07: Arsenal LFC
- 2007/08: Arsenal LFC
- 2008/09: Arsenal LFC
- 2009/10: Arsenal LFC
- 2010/11: Sunderland AFC Women
- 2011/12: Sunderland AFC Women

### North und South Division
- 2012/13: Sheffield FC Ladies (North)
- 2012/13: Reading FC Women (South)
- 2013/14: Sheffield FC Ladies (North)
- 2013/14: Coventry City LFC (South)

## Rekordmeister
| Titel | Verein               | Saisons                                                                |
| ----- | -------------------- | ---------------------------------------------------------------------- |
| 12    | Arsenal London       | 1993, 1995, 1997, 2001, 2002, 2004, 2005, 2006, 2007, 2008, 2009, 2010 |
| 3     | Charlton Athletic 1  | 1996, 1999, 2000                                                       |
| 2     | Doncaster Belles 2   | 1992, 1994                                                             |
| 2     | Sunderland AFC Women | 2011, 2012                                                             |
| 1     | FC Everton           | 1998                                                                   |
| 1     | FC Fulham            | 2003                                                                   |